# Pammene
Pammene es un género de polillas tortrícidas, categorizado en la tribu Grapholitini, de la subfamilia Olethreutinae. Fue descrito por Jacob Hübner en 1825.

## Especies
- Pammene aceris Kuznetzov in Danilevsky y Kuznetsov, 1968
- Pammene adusta Kuznetzov 1972
- Pammene agnotana Rebel, 1914
- Pammene ainorum Kuznetzov in Danilevsky y Kuznetsov, 1968
- Pammene albuginana (Guenée, 1845)
- Pammene amygdalana (Duponchel in Godart, 1842)
- Pammene argyrana (Hübner, [1799])
- Pammene aurana (Fabricius, 1775)
- Pammene aurita Razowski, 1992
- Pammene avetianae Kuznetzov, 1964
- Pammene bathysema Diakonoff, 1976
- Pammene blanda Bae y Park, 1998
- Pammene blockiana (Herrich-Schäffer, 1851)
- Pammene bowmanana (McDunnough, 1927)
- Pammene caeruleata Kuznetzov, 1970
- Pammene caliginosa Kuznetzov, 1972
- Pammene christophana (Moschler, 1862)
- Pammene clanculana (Tengström, 1869)
- Pammene cocciferana Walsingham, 1903
- Pammene crataegicola Liu y Komai, 1993
- Pammene crataegophila Amsel, 1935
- Pammene cyanatra (Diakonoff, 1976)
- Pammene cytisana (Zeller, 1847)
- Pammene engadinensis Müller-Rutz, 1920
- Pammene epanthista (Meyrick, 1922)
- Pammene exscribana Kuznetzov, 1986
- Pammene fasciana (Linnaeus, 1761)
- Pammene felicitana Heinrich, 1923
- Pammene festiva Kuznetzov, 1972
- Pammene flavicellula Kuznetzov, 1971
- Pammene fulminea (Komai, 1999)
- Pammene gallicana (Guenée, 1845)
- Pammene gallicolana (Friederike Lienig y Zeller, 1846)
- Pammene germmana (Hübner, [1799])
- Pammene giganteana (Peyerimhoff, 1863)
- Pammene ginkgoicola Liu, 1992
- Pammene griseana Walsingham, 1900
- Pammene griseomaculana Kuznetzov, 1960
- Pammene grunini (Kuznetzov, 1960)
- Pammene ignorata Kuznetzov, in Danilevsky y Kuznetsov, 1968
- Pammene insolentana Kuznetzov, 1964
- Pammene instructana Kuznetzov, 1964
- Pammene insulana (Guenée, 1845)
- Pammene japonica Kuznetzov in Danilevsky y Kuznetsov, 1968
- Pammene juniperana (Millière, 1858)
- Pammene laserpitiana Huemer y Erlebach, 1999
- Pammene leucitis (Meyrick, 1907)
- Pammene luculentana Kuznetzov in Danilevsky, Kuznetsov y Falkovitsh, 1962
- Pammene luedersiana (Sorhagen, 1885)
- Pammene macrolepis Diakonoff, 1976
- Pammene mariana (Zerny, 1920)
- Pammene medioalbana Knudson, 1986
- Pammene megalocephala Diakonoff, 1983
- Pammene monotincta Kuznetzov, 1976
- Pammene nannodes Walsingham, 1900
- Pammene nemorosa Kuznetzov in Danilevsky y Kuznetsov, 1968
- Pammene nequior Kuznetzov, 1964
- Pammene nescia Kuznetzov, 1972
- Pammene nigritana (Mann, 1862)
- Pammene obscurana (Stephens, 1834)
- Pammene ochsenheimeriana (Friederike Lienig y Zeller, 1846)
- Pammene ocliferia (Heinrich, 1926)
- Pammene oreina Kuznetzov, 1973
- Pammene orientana Kuznetzov, 1960
- Pammene ornata Walsingham, 1903
- Pammene oxycedrana (Millière, 1876)
- Pammene paula (Heinrich, 1926)
- Pammene percognata Diakonoff, 1976
- Pammene perstructana (Walker, 1863)
- Pammene phthoneris Diakonoff, 1976
- Pammene piceae Komai, 1999
- Pammene populana (Fabricius, 1787)
- Pammene pulchella Amsel, 1935
- Pammene pullana Kuznetzov, 1986
- Pammene purpureana (Constant, 1888)
- Pammene querceti (Gozmány, 1957)
- Pammene regiana (Zeller, 1849)
- Pammene rhediella (Clerck, 1759)
- Pammene salvana (Staudinger, 1859)
- Pammene shicotanica Kuznetzov in Danilevsky y Kuznetsov, 1968
- Pammene soyoensis Bae y Park, 1998
- Pammene spiniana (Duponchel in Godart, 1842)
- Pammene splendidulana (Guenée, 1845)
- Pammene subsalvana Kuznetzov, 1960
- Pammene suspectana (Friederike Lienig y Zeller, 1846)
- Pammene tauriana Kuznetzov, 1960
- Pammene trauniana (Denis y Schiffermüller, 1775)
- Pammene tricuneana (Kennel, 1900)
- Pammene tsugae Issiki in Issiki y Mutuura, 1961